# Історія зовнішньої політики Німеччини
Історія зовнішньої політики Німеччини охоплює дипломатичні події та міжнародну історію з 1871 року.
До 1866 року Габсбурзька Австрія та її Німецький союз були номінальним лідером у справах Німеччини, але Королівство Гогенцоллернів Пруссія здійснювало дедалі більший домінуючий вплив у справах Німеччини, частково завдяки своїй здатності брати участь у політиці Німецького союзу через свій Бранденбурзький холдинг та його здатність впливати на торгівлю через свою мережу Zollverein . Питання про виключення або включення впливу Австрії було вирішено перемогою Пруссії в австро-прусській війні 1866 року. Об'єднання Німеччини стало можливим завдяки франко-прусській війні 1870–71 років, у якій менші держави об'єдналися за Пруссією в нищівній перемозі над Францією. Німецька імперія була створена в 1871 році Отто фон Бісмарком, який домінував у німецькій і навіть у всій європейській дипломатичній історії, поки він не був змушений піти у відставку в 1890 році.
Нова Німецька імперія одразу стала домінуючою дипломатичною, політичною, військовою та економічною силою в континентальній Європі, хоча ніколи не мала такого великого населення, як Російська імперія. Велика Британія продовжувала домінувати у світі у військово-морських справах, міжнародній торгівлі та фінансах. Німці намагалися наздогнати у розбудові імперії, але відчували комплекс неповноцінності. Бісмарк відчував сильну потребу тримати Францію в ізоляції, щоб її бажання помститися не завадило його цілям, якими після 1871 року були європейський мир і стабільність. Коли кайзер Вільгельм II усунув Бісмарка в 1890 році, зовнішня політика Німеччини стала непостійною та все більш ізольованою, лише Австро-Угорщина була серйозним союзником і партнером.
Під час Липневої кризи Німеччина зіграла важливу роль у розв'язанні Першої світової війни в 1914 році. Союзники перемогли Німеччину в 1918 році. Версальський мирний договір став карою для нової Веймарської республіки .
До середини 1920-х років Німеччина значною мірою відновила свою роль великої держави завдяки проникливій дипломатії з власного боку, готовності британців і американців піти на компроміс і фінансовій допомозі з Нью-Йорка. Внутрішня політика Німеччини стала шаленою після 1929 року та наслідків Великої депресії, що призвело до захоплення влади Адольфом Гітлером і нацистами в 1933 році. Вони запровадили дуже агресивну зовнішню політику в союзі з Італією та Японією . Британці та французи намагалися заспокоїти у 1938 році, що лише розпалило апетит Гітлера до збільшення території, особливо на Сході. Нацистська Німеччина відіграла, безумовно, вирішальну роль у розв'язанні Другої світової війни в 1939 році.
З 1945 року Німеччина оговталася від масштабних військових руйнувань і знову стала найбагатшою та наймогутнішою країною в Європі, цього разу вона повністю інтегрована в європейські справи. Його основним конфліктом був Західна Німеччина проти Східної Німеччини, причому Східна Німеччина була клієнтом Радянського Союзу до розпаду Радянського Союзу . З 1970-х років (Західна) Німеччина також намагалася знову відіграти більш важливу роль на міжнародному рівні. Після краху комунізму в 1989—1991 роках Східна Німеччина була приєднана до Німеччини, а Берлін став столицею об'єднаної країни. НАТО розширилося шляхом колишньої Східної Німеччини, а також більшості східноєвропейських країн, які були сателітами СРСР. Відносини з Росією загострилися після захоплення Криму у 2014 році. Однак Німеччина залежить від Росії в питанні більшої частини енергоносіїв, а Росії потрібні грошові платежі за нафту і газ. Відносини зі Сполученими Штатами були напруженими під час президентства Дональда Трампа (2017—2021), але покращилися на початку президентства Джо Байдена (2021–).

## 1871—1919 рр

### Роль військових у зовнішній політиці
Після створення Німецької імперії в 1871 році дипломатичними відносинами керував імперський уряд, а не уряди нижчого рівня, такі як уряди Пруссії та Баварії . До 1914 року канцлер, як правило, домінував у зовнішньополітичних рішеннях, підтримуваний своїм міністром закордонних справ. Потужна німецька армія підпорядковувалася окремо імператору і все більше відігравала важливу роль у формуванні зовнішньої політики, коли мова йшла про військові союзи чи війну.
У дипломатичному плані Німеччина використовувала прусську систему військових аташе, прикріплених до дипломатичних пунктів, з дуже талановитими молодими офіцерами, призначеними для оцінки сильних і слабких сторін і військових можливостей призначених їм націй. Ці офіцери використовували ретельне спостереження, розмови та оплачуваних агентів, щоб підготувати звіти дуже високої якості, що дало значну перевагу військовим планувальникам.
Військовий штаб ставав все більш потужним, зменшуючи роль військового міністра та все більше заявляючи про себе у зовнішньополітичних рішеннях. Отто фон Бісмарк, імперський канцлер з 1871 по 1890 рік, був роздратований військовим втручанням у зовнішньополітичні справи — у 1887 році, наприклад, військові намагалися переконати імператора оголосити війну Росії; вони також спонукали Австрію напасти на Росію. Бісмарк ніколи не керував армією, але він палко скаржився, і військові лідери відступили. У 1905 році, коли справа Марокко вибухнула міжнародною політикою, начальник німецького генерального штабу Альфред фон Шліффен закликав до превентивної війни проти Франції. У критичний момент липневої кризи 1914 року Гельмут фон Мольтке, начальник штабу, не повідомляючи імператора чи канцлера, порадив своєму австро-угорському колезі Францу Конраду фон Гетцендорфу негайно мобілізуватись проти Росії. Під час Першої світової війни фельдмаршал Пауль фон Гінденбург і генерал Еріх Людендорф дедалі більше визначали зовнішню політику, працюючи безпосередньо з імператором, і фактично формували його рішення, залишаючи канцлера та цивільних чиновників у невіданні. Історик Гордон А. Крейг каже, що вирішальні рішення щодо вступу на війну в 1914 році «були прийняті солдатами, і що, ухвалюючи їх, вони виявляли майже повну зневагу до політичних міркувань».

### Бісмарк
Зовнішня політика Бісмарка після 1871 року була орієнтована на мир. Німеччина була задоволена — вона мала все, що хотіла, тому її головною метою були мир і стабільність. Проте мирні відносини з Францією ускладнилися в 1871 році, коли Німеччина анексувала провінції Ельзас і Лотарингію . Німецька громадська думка вимагала, щоб принизити Францію, і армія хотіла мати більш обороноздатні кордони. Бісмарк неохоче поступився — він розрахував, що французи ніколи не забудуть і не пробачать, тож можуть захопити провінції. Зовнішня політика Німеччини потрапила в безвихідну пастку. «Оглядаючись назад, легко побачити, що анексія Ельзасу-Лотарингії була трагічною помилкою». Коли відбулася анексія, єдиною політикою, яка мала сенс, була спроба ізоляції Франції, щоб у неї не було сильних союзників. Однак Франція ускладнила плани Берліна, подружившись з Росією. У 1905 році німецький план союзу з Росією провалився, оскільки Росія була занадто близькою до Франції.
Ліга трьох імператорів (Dreikaisersbund) була підписана в 1872 році Росією, Австрією та Німеччиною. У ньому зазначалося, що республіканізм і соціалізм є спільними ворогами і що три держави будуть обговорювати будь-які питання, що стосуються зовнішньої політики. Бісмарку потрібні були хороші відносини з Росією, щоб тримати Францію в ізоляції. У 1877—1878 роках Росія вела переможну війну з Османською імперією та намагалася нав'язати їй Сан-Стефанський договір . Це особливо засмутило британців, оскільки вони довгий час були стурбовані збереженням Османської імперії та запобіганням російському захопленню протоки Босфор . У Німеччині відбувся Берлінський конгрес (1878), на якому було погоджено більш помірковане мирне врегулювання. Однак Німеччина не мала прямого інтересу на Балканах, які були переважно сферою впливу Австрії та Росії, хоча румунський король Кароль I був німецьким князем.

### Подвійний союз (1879) з Австро-Угорщиною
У 1879 році Бісмарк утворив подвійний союз Німеччини та Австро-Угорщини з метою взаємної військової допомоги в разі нападу з боку Росії, яку не влаштовувала угода, досягнута на Берлінському конгресі. Створення подвійного союзу змусило Росію зайняти більш примирливу позицію, і в 1887 році між Німеччиною та Росією було підписано так званий Договір про перестрахування: у ньому обидві держави домовилися про взаємну військову підтримку в разі нападу Франції на Німеччину., або в разі нападу Австрії на Росію. Росія звернула свою увагу на схід, до Азії, і протягом наступних 25 років залишалася майже бездіяльною в європейській політиці. У 1882 році Італія приєдналася до Подвійного союзу, щоб сформувати Троїстий союз . Італія хотіла захистити свої інтереси в Північній Африці проти колоніальної політики Франції. В обмін на підтримку Німеччини та Австрії Італія зобов'язалася надати допомогу Німеччині у випадку французького військового нападу.

### Німецька колоніальна імперія
Довгий час Бісмарк відмовлявся піддатися широким вимогам громадськості та еліти надати Німеччині «місце під сонцем» через придбання заморських колоній. У 1880 році Бісмарк поступився, і за кордоном було засновано низку колоній, заснованих на приватних німецьких підприємствах. В Африці це були Того, Камерун, Німецька Південно-Західна Африка та Німецька Східна Африка ; в Океанії це були Німецька Нова Гвінея, архіпелаг Бісмарка та Маршаллові острови . Фактично, саме Бісмарк допоміг ініціювати Берлінську конференцію 1885 року. Він зробив це, щоб «встановити міжнародні керівні принципи для придбання африканської території» (див. Колонізація Африки). Ця конференція стала поштовхом для «боротьби за Африку» та « нового імперіалізму».

### Кайзер Вільгельм
Після усунення Бісмарка в 1890 році молодий кайзер Вільгельм агресивно прагнув посилити вплив Німеччини у світі (Weltpolitik). Зовнішня політика перебувала в руках непостійного кайзера, який діяв дедалі безрозсудніше, і могутнього міністерства закордонних справ під керівництвом Фрідріха фон Гольштейна . Міністерство закордонних справ стверджувало, що: по-перше, довгострокова коаліція між Францією та Росією мала розвалитися; по-друге, Росія і Британія ніколи не зійдуться; і, нарешті, Британія зрештою шукатиме союзу з Німеччиною. Німеччина відмовилася продовжувати свої договори з Росією. Але Росія таки сформувала тісніші стосунки з Францією в Подвійному союзі 1894 року, оскільки обидві були стурбовані можливістю німецької агресії. Крім того, англо-німецькі відносини охолонули, оскільки Німеччина агресивно намагалася побудувати нову імперію та вступила в морську гонку з Британією; Лондон відмовився погодитися на формальний союз, якого прагнула Німеччина. Аналіз Берліна виявився помилковим у кожному пункті, що призвело до посилення ізоляції Німеччини та її залежності від Троїстого союзу, який об'єднав Німеччину, Австро-Угорщину та Італію. Троїстий союз був підірваний розбіжностями між Австрією та Італією, і в 1915 році Італія перейшла на інший бік.
Тим часом Німецький імперський флот під командуванням адмірала Альфреда фон Тірпіца мав амбіції конкурувати з великим британським Королівським флотом і різко розширив свій флот на початку 20-го століття, щоб захистити колонії та надати владу по всьому світу. Тірпіц розпочав програму будівництва військових кораблів у 1898 році. У 1890 році Німеччина отримала від Британії острів Гельголанд у Північному морі в обмін на східноафриканський острів Занзібар і почала будівництво там великої військово-морської бази. Це створювало пряму загрозу британській гегемонії на морях, у результаті чого переговори про альянс між Німеччиною та Британією були зірвані. Британці, однак, утримували значне попереду у військово-морській гонці, представивши в 1907 році дуже передовий новий лінкор «Дредноут»

### Дві кризи в Марокко
Під час першої марокканської кризи 1905 року Німеччина ледь не посварилася з Великобританією та Францією, коли остання спробувала встановити протекторат над Марокко . Німці були засмучені тим, що їх не поінформували про наміри Франції, і заявили про свою підтримку незалежності Марокко. Вільгельм II виступив із вельми провокативною промовою з цього приводу. Наступного року відбулася конференція, на якій усі європейські держави, за винятком Австро-Угорщини (тепер лише німецького сателіта), виступили на боці Франції. Компроміс був досягнутий за посередництва Сполучених Штатів на Альхесірасській конференції, де французи відмовилися від часткового, але не від повного контролю над Марокко.
Під час Другої марокканської кризи 1911 року спалахнула ще одна суперечка щодо Марокко, коли Франція спробувала придушити там повстання. Німеччина, яка все ще страждала від попередньої сварки, погодилася на врегулювання, за яким французи поступилися деякими територіями в Центральній Африці в обмін на відмову Німеччини від будь-якого права втручатися у справи Марокко. Це був дипломатичний тріумф Франції.
Історик Хізер Джонс стверджує, що використання Німеччиною воєнної риторики було навмисним дипломатичним трюком: Інша стратегія Німеччини полягала в тому, щоб вдатися до драматичних жестів і небезпечно підіграти загрозу війни, вважаючи, що це дасть іншим європейським державам зрозуміти важливість консультацій з Німеччиною щодо імперських питань: той факт, що Франція не вважала за потрібне зробити Двостороння угода з Німеччиною щодо Марокко викликала гніт, особливо враховуючи, що Німеччина була глибоко невпевнена щодо свого нещодавно придбаного статусу Великої держави . Тому Німеччина обрала посилення войовничої риторики, і, театрально, кайзер Вільгельм II різко перервав середземноморський круїз, щоб відвідати Танжер, де він заявив про підтримку Німеччиною незалежності султана та цілісності його королівства, перетворивши Марокко в одну ніч на міжнародну «кризу».
Авантюри Берліна з Марокко закінчилися невдачею та розчаруванням, оскільки військова співпраця та дружба між Францією та Британією зміцнилися, а Німеччина залишилася ще більш ізольованою. Ще важливішим наслідком було загострене почуття розчарування та готовності до війни в Німеччині. Вона поширилася за межі політичної еліти на більшу частину преси та більшість політичних партій, за винятком лібералів і соціал-демократів . Пангерманський елемент посилювався і засуджував відступ свого уряду як зраду, посилюючи шовіністичну підтримку війни.

### Страх оточення
Берлін з глибокою підозрою ставився до нібито змови своїх ворогів: того року на початку ХХ століття він систематично оточувався ворогами. Зростало побоювання, що передбачувана ворожа коаліція Росії, Франції та Британії з кожним роком стає сильнішою у військовому плані, особливо Росія. Чим довше Берлін чекав, тим менша ймовірність того, що він переможе у війні. За словами американського історика Гордона А. Крейга, саме після поразки в Марокко в 1905 році страх перед оточенням став потужним фактором у німецькій політиці. Небагато сторонніх спостерігачів погоджувалися з думкою про Німеччину як жертву навмисного оточення. Англійський історик Г. М. Тревельян висловив британську точку зору: Таке оточення було створено Німеччиною. Вона оточила себе, відчужуючи Францію через Ельзас-Лотарингію, Росію, підтримуючи антислов'янську політику Австро-Угорщини на Балканах, Англію, будуючи свій суперницький флот. Вона створила разом з Австро-Угорщиною військовий блок у серці Європи, настільки потужний і водночас такий неспокійний, що її сусіди з обох сторін не мали іншого вибору, окрім як стати її васалами або об'єднатися для захисту… Вони використовували своє центральне становище, щоб викликати страх у всіх сторін, щоб досягти своїх дипломатичних цілей. А потім скаржилися, що з усіх боків їх оточили.

### Перша світова війна
Етнічні групи вимагали власних національних держав, погрожуючи насильством. Це порушувало стабільність багатонаціональних імперій (Німеччини, Росії, Австро-Угорщини, Туреччини/Османської). Коли етнічні серби вбили австрійського спадкоємця, Австрія вирішила суворо покарати Сербію. Німеччина стояла за своїм союзником Австрією у протистоянні з Сербією, але Сербія перебувала під неформальним захистом Росії, яка була союзником Франції. Німеччина була лідером Центральних держав, до яких входили Австро-Угорщина, Османська імперія, а пізніше Болгарія; Проти них виступили союзники, які складалися головним чином з Росії, Франції, Британії та в 1915 році Італії.
Британський історик Пол Кеннеді в 1980 році підсумовує науковий консенсус щодо того, чому нейтральна Британія вступила у війну з Німеччиною. Він стверджує, що важливим фактором було усвідомлення Лондоном вищої економічної могутності Німеччини. Кеннеді такі другорядні фактори, як суперечки щодо економічного торговельного імперіалізму, Багдадської залізниці, конфронтації в Центральній та Східній Європі, різка політична риторика та внутрішні групи тиску. Покладення Німеччини знову і знову на чисту силу, тоді як Британія все більше зверталася до моральної чутливості, відіграло важливу роль, особливо в розгляді вторгнення до Бельгії як глибокого морального та дипломатичного злочину. Кеннеді стверджує, що основною причиною був страх Лондона, що повторення 1870 року — коли Пруссія та німецькі держави розгромили Францію — означало б, що Німеччина з потужною армією та флотом контролюватиме Ла -Манш і північно-західну Францію. Британські політики наполягали, що це стане катастрофою для британської безпеки.
Канадський історик Хольгер Хервіг підсумовує науковий консенсус щодо остаточного рішення Німеччини: Берлін вступив у війну в 1914 році не заради «світової влади», як стверджував історик Фріц Фішер, а спочатку для того, щоб убезпечити, а потім і зміцнити кордони 1871 року. По-друге, рішення про війну було прийнято в липні 1914 року, а не, як стверджували деякі вчені, на туманній «військовій раді» 8 грудня 1912 року. По-третє, ніхто в Берліні не планував війни до 1914 року; не було виявлено жодних довгострокових економічних чи військових планів, які б свідчили про інше…. Факт залишається фактом: 5 липня 1914 року Берлін надав Відню безумовну підтримку («чистий чек») для війни на Балканах…. У цивільних і військових планувальників у Берліні, як і у їхніх колег у Відні, домінував менталітет «вдарити зараз — краще, ніж пізніше». Вони знали, що російська «Велика програма» переозброєння… було б повністю приблизно в 1916-17 роках…. Ніхто не сумнівався, що війна попереду. Дипломатична та політична історія… містить незліченні жахливі прогнози неминучості «останньої розплати» між слов'янами і тевтонцями. Лідери в Берліні також бачили війну як єдиний вихід з «оточення». Коротше кажучи, війна розглядалася як апокаліптичний страх і апокаліптична надія.

### Цілі німецької війни
Німці так і не сформулювали набір військових цілей. Однак у вересні 1914 року Курт Ріцлер, старший помічник канцлера Німеччини Теобальда фон Бетманна Голльвега, накидав деякі можливі ідеї, які історики охрестили «Вересневою програмою». Він наголошував на економічних перевагах, перетворюючи всю Центральну та Західну Європу на спільний ринок, контрольований Німеччиною та на користь Німеччини. Бельгія стала б васальною державою, з'явилася б низка військово-морських баз, які загрожували б Англії, Німеччина захопила б більшу частину Східної Європи у Росії — як це фактично сталося на початку 1918 року. Відбулося б жахливе фінансове відшкодування для Франції, що зробило б її економічно залежною від Німеччини. Нідерланди стануть залежним сателітом, а британська торгівля буде виключена. Німеччина відновить колоніальну імперію в Африці. Ідеї, викладені Різлером, не були повністю сформульовані, не були схвалені Бетманом Холлвегом, не були представлені чи схвалені жодним офіційним органом. Ідеї були сформульовані на ходу після початку війни, і це не означало, що ці ідеї відображали довоєнний план, як помилково припустив історик Фріц Фішер . Однак вони вказують на те, що якби Німеччина перемогла, вона зайняла б дуже агресивну домінуючу позицію в Європі. Дійсно, вона зайняла дуже жорстку позицію щодо окупованих Бельгії та Франції, починаючи з 1914 року, і в Брест-Литовському договорі, нав'язаному Росії в 1918 році.
Тупикова ситуація наприкінці 1914 року змусила серйозно замислитися над довгостроковими цілями. Британія, Франція, Росія та Німеччина окремо дійшли висновку, що це не традиційна війна з обмеженими цілями. Британія, Франція та Росія взяли на себе зобов'язання знищити німецьку військову силу, а Німеччина — домінувати німецьку військову силу в Європі. Через місяць війни Британія, Франція та Росія погодилися не укладати сепаратний мир з Німеччиною, і почалися дискусії щодо спонукання інших країн приєднатися в обмін на територіальні переваги. Проте, як зауважує Барбара Єлавіч, «протягом усієї війни російські дії здійснювалися без реальної координації чи спільного планування із західними державами». Не було серйозної тристоронньої координації стратегії, а також не було великої координації між Британією та Францією до 1917 року.

## 1919—1933 роки

### Версальський договір
Версальський договір проголосив, що Німеччина була винна в розв'язанні війни і тому повинна була заплатити за неї, з невизначеними дуже великими репараціями, які повинні були бути виплачені переможцям, особливо Бельгії та Франції. Міністр закордонних справ Ульріх Граф фон Брокдорф-Рантау 7 травня 1919 року відкинув припущення, що Німеччина була винна. Тим не менш, він був змушений підписати договір, оскільки армії союзників окупували частину Німеччини, а економічні санкції призвели до припинення постачання продовольства. Німці всіх політичних відтінків денонсували угоду — особливо пункт про вину у війні як образу честі нації. Перший демократично обраний глава уряду Німеччини Філіпп Шайдеман подав у відставку, а не підписав договір. У емоційній і полемічній промові до Веймарських національних зборів 12 травня 1919 року він денонсував договір.

### Веймарська республіка
Принизливі умови миру у Версальському договорі викликали гірке обурення всієї Німеччини та серйозно послабили новий демократичний режим. Густав Штреземанн, міністр закордонних справ у 1923—1929 роках, досяг добрих стосунків із великими державами та Радянським Союзом
Коли Німеччина прострочила свої репараційні платежі, французькі та бельгійські війська окупували сильно індустріалізований Рурський район у січні 1923 року. Німецький уряд заохочував населення Руру до пасивного опору: магазини не продаватимуть товари іноземним солдатам, вугільні шахти не будуть копати для іноземних військ, трамваї, в яких сиділи члени окупаційної армії, залишатимуться покинутими. середина вулиці. Пасивний опір виявився ефективним, оскільки окупація стала збитковою угодою для французького уряду. Але Рурська боротьба також призвела до гіперінфляції, і багато хто, хто втратив усі свої статки, стали запеклими ворогами Веймарської республіки та виборцями антидемократичних правих.
Німеччина була першою державою, яка встановила дипломатичні відносини з новим Радянським Союзом . Відповідно до Рапалльського договору Німеччина визнала Радянський Союз де-юре, і обидві сторони, які підписали договір, взаємно скасували всі довоєнні борги та відмовилися від військових претензій. У жовтні 1925 р. Локарнський договір був підписаний Німеччиною, Францією, Бельгією, Великобританією та Італією; вона визнавала кордони Німеччини з Францією та Бельгією. Крім того, Англія, Італія та Бельгія зобов'язалися надати допомогу Франції у випадку, якщо німецькі війська ввійдуть у демілітаризовану Рейнланд. Локарно проклав шлях для прийняття Німеччини до Ліги Націй у 1926 році

## Нацистська ера, 1933-39
Гітлер прийшов до влади в січні 1933 року і започаткував агресивну державу, яка мала на меті забезпечити Німеччині економічне та політичне панування в Центральній Європі. Він не намагався повернути втрачені колонії. До серпня 1939 року нацисти засуджували комуністів і Радянський Союз як найбільших ворогів разом із євреями.
Дипломатична стратегія Гітлера в 1930-х роках полягала в тому, щоб висувати, здавалося б, розумні вимоги, погрожуючи війною, якщо вони не будуть виконані. Коли супротивники намагалися його заспокоїти, він прийняв пропоновані здобутки, а потім пішов до наступної цілі. Ця агресивна стратегія спрацювала, коли Німеччина вийшла з Ліги Націй (1933), відкинула Версальський договір і почала переозброюватися (1935), відвоювала Саар (1935), ремілітаризувала Рейнську область (1936), уклала союз («осі») з Італією Муссоліні (1936), надіслав масову військову допомогу націоналістам у громадянській війні в Іспанії (1936–39), захопив Австрію (1938), захопив Чехословаччину після умиротворення Британією та Францією Мюнхенської угоди 1938, у серпні 1939 року уклали мирну угоду з Радянським Союзом під керівництвом Йосипа Сталіна та нарешті вторглися до Польщі у вересні 1939 року. Британія та Франція оголосили війну, і почалася Друга світова війна — дещо раніше, ніж нацисти очікували чи були готові до цього.
Після встановлення " вісь Рим-Берлін " з Беніто Муссоліні та підписання Антикомінтернівського пакту з Японією, до якого через рік у 1937 році приєдналася Італія, Гітлер відчув, що може піти у наступ у зовнішній політиці. 12 березня 1938 року німецькі війська увійшли в Австрію, де в 1934 році спроба нацистського перевороту була невдалою. Коли Гітлер австрійського походження увійшов до Відня, його зустріли гучними вигуками. Через чотири тижні 99 % австрійців проголосували за приєднання (аншлюс) їхньої країни Австрії до Німецького Рейху . Після Австрії Гітлер звернувся до Чехословаччини, де 3,5-мільйонна меншина судетських німців вимагала рівних прав і самоврядування. На Мюнхенській конференції у вересні 1938 року Гітлер, італійський лідер Беніто Муссоліні, британський прем'єр-міністр Невілл Чемберлен і французький прем'єр-міністр Едуар Далад'є домовилися про передачу Чехословаччиною Судетської області Німецькому Рейху. Після цього Гітлер оголосив, що всі територіальні вимоги Німецького Рейху були виконані. Однак, майже через шість місяців після Мюнхенської угоди, у березні 1939 року, Гітлер використав тліючу сварку між словаками та чехами як привід для того, щоб заволодіти рештою Чехословаччини як протекторатом Богемії та Моравії . У тому ж місяці він домігся повернення Мемеля з Литви до Німеччини. Чемберлен був змушений визнати, що його політика умиротворення щодо Гітлера зазнала краху.
У промовах Гітлера іноді згадувалося повернення втрачених африканських колоній як предмет угоди, але завжди його справжньою метою була Східна Європа.

### Друга Світова війна
Зовнішня політика Німеччини під час війни передбачала створення союзних урядів під прямим чи опосередкованим контролем Берліна. Головною метою було отримати солдатів від старших союзників, таких як Італія та Угорщина, а також мільйони робітників і достатні запаси продовольства від підлеглих союзників, таких як Віші Франції . До осені 1942 року на Східному фронті було 24 дивізії з Румунії, 10 з Італії та 10 з Угорщини . Коли країна вже не була надійною, Німеччина брала на себе повний контроль, як це сталося з Францією в 1942 році, Італією в 1943 році та Угорщиною в 1944 році. Повний контроль дозволив нацистам досягти свого пріоритету — масового вбивства всього єврейського населення . Хоча офіційно Японія була могутнім союзником, відносини були віддаленими, а координація чи співпраця були незначними, як-от відмова Німеччини поділитися секретною формулою виробництва синтетичної нафти з вугілля до кінця війни.
Найбільшу увагу під час війни Гітлер приділяв військовим і дипломатичним справам. ДіНардо стверджує, що в Європі зовнішня політика Німеччини була нефункціональною під час війни, оскільки Гітлер розглядав кожного союзника окремо та відмовлявся створити будь-який об'єднаний штаб, який би синхронізував політику, озброєння та стратегії. Італія, Фінляндія, Румунія та Угорщина мали справу з Берліном окремо і ніколи не координували свою діяльність. Німеччина не бажала ділитися своїми потужними системами озброєнь або навчати офіцерів Осі. Були деякі винятки, наприклад, тісна співпраця між німецькими та італійськими військами в Північній Африці.

## Повоєнний період
З 1951 року Німеччина знаходиться в центрі європейської інтеграції . Возз'єднання в 1990 році, під час якого Східна Німеччина об'єдналася з Західною, сприяло мирній інтеграції з її сусідами. Міцні зв'язки зі Сполученими Штатами залишаються центральними для зовнішньої політики Німеччини.
У рамках НАТО та інтегрованого військового штабу Європейського Союзу Федеративна Республіка відновила розгортання військових підрозділів для посередництва в конфліктних регіонах по всьому світу.
Німеччина є одним із найсильніших у світі прихильників екологічної свідомості у відповідь на зміну клімату та глобальне потепління.

### 1945—1990 роки

#### Westbindung
«Bindung» — німецьке слово, що означає фіксацію або зв'язок ; «Westbindung» — це імплантація Німеччини в Європу та Західний світ.
Зокрема, під час холодної війни — але безперервної у 21-му столітті — зовнішня політика (Західної) Німеччини спрямована на інтеграцію країни в НАТО та міцну співпрацю та колективну безпеку з її західними партнерами.
Як країна вільної демократії та ринкової економіки, найбільша країна-експортер у світі та третя найбагатша економіка світу (номінальний ВВП) (після США та Японії), Німеччина поділяє інтереси та інститути вільної та безпечної світової торгівлі.

#### Східна політика
Згідно з доктриною Гальштейна, ФРН не мала жодних дипломатичних відносин із країнами Східного блоку до початку 1970-х років, коли «Східна політика» Віллі Брандта призвела до посилення діалогу та договорів, таких як Варшавський договір, за яким Західна Німеччина прийняла лінію Одер-Нейсе. як німецько-польський кордон, і Основний договір, де Західна і Східна Німеччина визнали одна одну як суверенні утворення. Обидві німецькі держави були прийняті до ООН 18 вересня 1973 року.

#### Німецьке питання і німецька проблема
З моменту створення консолідованої німецької національної держави в 1871 році німецька проблема щодо того, які інтереси, амбіції та кордони Німеччини матиме та як вона впишеться в міжнародну систему, була серйозною проблемою не лише для сусідів, але й для самої німецькі політики. Ця проблема була тимчасово призупинена під час холодної війни, оскільки Німеччина була розділеною нацією, питання про те, як возз'єднати країну (німецьке питання), мало б пріоритет над іншими міркуваннями. Під час холодної війни обом Німеччинам також не вистачало сил, щоб кинути виклик системі в більш загальному плані.

#### Латинська Америка
За словами Фелікса Ботти, у 1970-х роках з'явилися сильні зовнішньополітичні розбіжності щодо репресивних правих диктатур у Латинській Америці . Уряд Брандта засудив військову хунту в Чилі після 1973 року та надав притулок її політичним біженцям. Однак уряд Шмідта вороже ставився до лівого тероризму і кардинально змінив політику, вітаючи антидемократичний переворот, здійснений Процесом національної реорганізації в Аргентині в 1976 році. Шмідт прийняв політику репресій «Брудної війни» як необхідну для боротьби з лівою підривною діяльністю в Аргентині та відмовився приймати будь-яких політичних біженців. Крім того, Західна Німеччина продала Аргентині зброї на мільярди марок.

## 1990—2001 роки
Після падіння Берлінської стіни та Договору про остаточне врегулювання по відношенню до Німеччини возз'єднання Німеччини набуло чинності 3 жовтня 1990 року.
14 листопада 1990 року Німеччина і Польща підписали договір, який підтверджував лінію Одер-Нейсе . Вони також уклали договір про співпрацю 17 червня 1991 року. Німеччина уклала чотири договори з Радянським Союзом, які охоплювали загальні двосторонні відносини, економічні відносини, виведення радянських військ з території колишньої Німецької Демократичної Республіки та підтримку Німеччиною цих військ. Кремль прийняв зобов'язання Росії за цими договорами як правонаступника Радянського Союзу.

### З 2001 по теперішній час
Східна політика різко похитнулася після 2014 року, коли Росія погрожувала Україні, захопила Крим і спонсорувала бойові дії на сході України, що межували з громадянською війною . Берлін засудив дії Москви як порушення міжнародного права та взяв на себе провідну роль у формулюванні санкцій ЄС . Однак Німеччина значною мірою залежить від поставок енергії з Росії через газопровід Nord Stream 1, тому вона діяла обережно та виступала проти американських спроб скасувати Nord Stream.
Тривалі тісні відносини зі Сполученими Штатами процвітали особливо за адміністрації Обами (2009—2017). У 2016 році президент Барак Обама назвав канцлера Ангелу Меркель своїм «найближчим міжнародним партнером». Однак відносини різко погіршилися під час адміністрації Трампа (2017—2021), особливо щодо фінансування НАТО, торгівлі, тарифів і енергетичної залежності Німеччини від Росії.
У 2021 році під час переговорів і зустрічей з Меркель та іншими європейськими лідерами президент Джо Байден говорив про двосторонні відносини, зміцнення трансатлантичних відносин через НАТО та Європейський Союз і тісну координацію з ключових питань, таких як Іран, Китай, Росія, Афганістан, зміна клімату, пандемії COVID-19 і багатосторонні організації. На початку лютого 2021 року Байден заморозив рішення адміністрації Трампа про виведення 9500 військових із військових баз США в Німеччині. Берлін привітав заморозку Байдена, заявивши, що цей крок «служить європейській і трансатлантичній безпеці, а отже, відповідає нашим взаємним інтересам».
Меркель зустрілася з Байденом у Вашингтоні 15 липня 2021 року з порядком денним, присвяченим пандемії COVID-19, глобальному потеплінню та економічним питанням. Протистояння Трампа щодо газопроводу «Північний потік-2» вартістю 11 мільярдів доларів залишається невирішеною проблемою за Байдена, оскільки Меркель і Байден домовилися розходитися в цьому питанні.
Після вторгнення Росії в Україну 24 лютого 2022 року попередню зовнішню політику Німеччини щодо Росії (традиційну східну політику) піддали жорсткій критиці за те, що вона була надто легковірною та м'якою.

## Додаткова література

### Німецька політика
- Аггестам, Лісбет і Адріан Гайд-Прайс. «Вчимося керувати? Німеччина та парадокс лідерства у зовнішній політиці ЄС». Німецька політика 29.1 (2020): 8-24. онлайн
- Ендрюс, Герберт Д. «Зовнішня політика Бісмарка та німецька історіографія, 1919—1945» Journal of Modern History (1965) 37#3 стор. 345–356 онлайн
- Барк, Денніс Л. і Девід Р. Гресс. Історія Західної Німеччини. том. 1: Від тіні до субстанції, 1945—1963. том. 2: Демократія та її невдоволення, 1963—1991 (1993), стандартна наукова історія
- Becker, Josef, and Franz Knipping, eds. Велика Британія, Франція, Італія та Німеччина у післявоєнному світі, 1945—1950 (Вальтер де Грюйтер, 2011).
- Берган, Фолькер Рольф. «Німецький колоніалізм та імперіалізм від Бісмарка до Гітлера» German Studies Review 40#1 (2017) стор. 147–162 Онлайн
- Блуменау, Бернхард, «Зовнішня політика Німеччини та „німецька проблема“ під час та після холодної війни: зміни та продовження». у: B Blumenau, J Hanhimäki & B Zanchetta (eds), New Perspectives on the End of the Cold War: Unexpected Transformations? гл. 5. Лондон: Routledge, 2018.ISBN 9781138731349ISBN 9781138731349 .
- Бранденбург, Еріх. Від Бісмарка до світової війни: Історія зовнішньої політики Німеччини 1870—1914 (1927) онлайн .
- Броз, Ерік Дорн. Німецька історія, 1789—1871: від Священної Римської імперії до Рейху Бісмарка. (1997)
- Buse, Dieter K., and Juergen C. Doerr, eds. Сучасна Німеччина: енциклопедія історії, народу та культури, 1871—1990 (2 т. Гірлянда, 1998.
- Керролл, Е. Малкольм. Німеччина та великі держави, 1866—1914: дослідження громадської думки та зовнішньої політики (1938) онлайн ; написаний для студентів просунутого рівня.
- Сесіл, Ламар. Німецька дипломатична служба, 1871—1914 (1976) онлайн
- Кларк, Крістофер. Залізне королівство: підйом і занепад Пруссії, 1600—1947 (2006)
- Коул, Алістер. Франко-німецькі відносини (2000)
- Доусон, Вільям Гарбутт. Німецька імперія, 1867—1914 та рух єдності: том 2 (1919) онлайн
- Детвілер, Дональд С. Німеччина: Коротка історія (3-є видання, 1999) 341 стор.
- Ейк, Еріх. Бісмарк і Німецька імперія (1964) уривок і текстовий пошук
- Фельдман, Лілі Гарднер. Зовнішня політика примирення Німеччини: від ворожнечі до дружби (Rowman & Littlefield; 2012) 393 сторінки; про відносини Німеччини з Францією, Ізраїлем, Польщею та Чехословаччиною/Чехією. уривок і пошук тексту
- Гайс, Імануель. Німецька зовнішня політика, 1871—1914 (1979) уривок
- Добре, Колін. «Європейські дебати в Німеччині та Великій Британії та між ними». у Ставленні до Європи . (Рутледж, 2017 (стор. 151–178.
- Гафтендорн, Хельга. Зовнішня політика Німеччини з 1945 року (2006), 441 стор
- Хейл, Орон Джеймс. Гласність і дипломатія: з особливим посиланням на Англію та Німеччину, 1890—1914 (1940)
- Ганрідер, Вольфрам Ф. Німеччина, Америка, Європа: сорок років зовнішньої політики Німеччини (1991)
- Ганрідер, Вольфрам Ф. Зовнішня політика Західної Німеччини, 1949—1979 (Рутледж, 2019)
- Хойзер, Беатріс. НАТО, Британія, Франція та ФРН: ядерні стратегії та сили для Європи, 1949—2000 (1997) 256 стор.
- Хьюітсон, Марк. «Німеччина і Франція перед Першою світовою війною: переоцінка зовнішньої політики Вільгельміна». English Historical Review 115.462 (2000): 570—606; стверджує, що у Німеччини зростало відчуття військової переваги
- Хьюітсон, Марк. Німеччина та причини Першої світової війни (2004)
- Холборн, Хаджо. Історія сучасної Німеччини (1959–64); т. 1: Реформація; том 2: 1648—1840; т. 3: 1840—1945; стандартне наукове опитування онлайн
- Якобсон, Джон. Дипломатія Локарно: Німеччина та захід, 1925—1929 (Princeton UP, 1972) онлайн .
- Юнкер, Детлеф, ред. Сполучені Штати та Німеччина в епоху холодної війни (2 том 2004), 150 коротких есе вчених, що охоплюють 1945—1990 роки, уривок і пошук тексту, том 1 ; уривок і пошук тексту том 2
- Кеннеді, Пол. Розквіт англо-німецького антагонізму 1860—1914 (1980) уривок і текстовий пошук
- Кімміх, Крістоф. Зовнішня політика Німеччини 1918—1945: Посібник з дослідження та дослідницькі матеріали (2-е видання. Наукові ресурси, 1991) 264 стор.
- Корбель, Йозеф . Польща між Сходом і Заходом: радянська та німецька дипломатія щодо Польщі, 1919—1933 (Princeton University Press, 1963) онлайн
- Лангенбахер, Ерік і Рут Вітлінгер. «Кінець пам'яті? Німецько-американські відносини за Дональда Трампа». Німецька політика 27.2 (2018): 174—192.
- Лі, Маршалл М. і Вольфганг Міхалка. Зовнішня політика Німеччини 1917—1933 рр.: наступність чи перерва? (1987)
- Лейтнер, Аніка. Формування зовнішньої політики Німеччини (Видавництво Лінне Рінер, 2022).

- Лейц, Крістіан. Нацистська зовнішня політика, 1933—1941: Шлях до глобальної війни (2004)
- Маель, Вільям Харві. Німеччина в західній цивілізації (1979), 833 pp; зосередитися на політиці та дипломатії
- Маулуччі молодший, Міністерство закордонних справ Томаса В. Аденауера: Західнонімецька дипломатія в тіні Третього Рейху (2012) уривок і текстовий пошук
- Морроу, Ян Ф. Д. «Зовнішня політика принца фон Бюлова, 1898—1909 рр.» Cambridge Historical Journal 4#1 (1932): 63–93. онлайн
- Овері, Річард. Дорога війни (4-е вид. 1999,ISBN 978-0-14-028530-7), Охоплює 1930-ті роки; стор. 29–83.
- Педфілд, Пітер . Велика морська гонка: Англо-німецьке морське суперництво 1900—1914 (2005)
- Папайоану, Пол А. «Взаємозалежність, інститути та баланс сил: Великобританія, Німеччина та Перша світова війна». Міжнародна безпека 20.4 (1996): 42–76.
- Рамм, Агата. Німеччина, 1789—1919: політична історія (1967) онлайн
- Зальцманн, Стефані К. «Велика Британія, Німеччина та Радянський Союз: Рапалло та після, 1922—1934» (Королівське історичне товариство, 2002) онлайн
- Шек, Рафаель. «Конспекти лекцій, Німеччина та Європа, 1871—1945» (2008) повний текст онлайн, короткий підручник провідного вченого
- Шмідт, Вів'єн А. «Дискурс та (дис)інтеграція в Європі: приклади Франції, Німеччини та Великої Британії». Дедал]] 126.3 (1997): 167—197.
- Шмітт, Бернадот Е. «Троїстий союз і Антанта, 1902—1914 рр.». Американський історичний огляд 29.3 (1924): 449—473. в JSTOR
- Шмітт, Бернадотт Еверлі. Англія і Німеччина, 1740—1914 (1916). онлайн
- Шварц, Ганс-Петер. Конрад Аденауер: Німецький політик і державний діяч у період війни, революції та реконструкції (2 том 1995) уривок і пошук тексту том 2 .
- Шихан, Джеймс Дж. Історія Німеччини, 1770—1866 (1993), головне дослідження англійською мовою
- Шен, Ліхуа та Янран Хонг. «Чи можуть геополітичні ризики викликати невизначеність економічної політики Німеччини: переосмислення в контексті російсько-українського конфлікту». Finance Research Letters 51 (2023): 103420. онлайн
- Зонтаг, Реймонд Джеймс. Німеччина та Англія: передісторія конфлікту, 1848—1898 (1938)
- Spang, Christian W. and Rolf-Harald Wippich, eds. Японсько-німецькі відносини, 1895—1945: війна, дипломатія та громадська думка (2006)
- Стейнберг, Джонатан. Bismarck: A Life (2011), остання наукова біографія
- Стюрмер, Майкл. «Бісмарк у перспективі», історія Центральної Європи (1971) 4#4 стор. 291–331 в JSTOR
- Тейлор, AJP Bismarck: The Man and the Stateman (1967) онлайн
- Тейлор, AJP Курс німецької історії: Огляд розвитку німецької історії з 1815 року. (2001). 280 пікселів; онлайн
- Волгі, Томас Дж. і Джон Е. Шварц. «Чи зупиняється політика на краю води? Внутрішні політичні чинники та реструктуризація зовнішньої політики у випадках Великої Британії, Франції та Західної Німеччини». Journal of Politics 53.3 (1991): 615—643.
- Уорд, Адольф Вільям. Німеччина, 1815—1890, том. 3: 1871—1890 (1919) онлайн
- Вайнберг, Герхард Л. Зовнішня політика гітлерівської Німеччини (2 томи, 1970–80).
- Вілер-Беннет, Джон В. «Двадцять років російсько-німецьких відносин: 1919—1939» Foreign Affairs 25#1 (1946), стор. 23–43 онлайн
- Вудворд, Е. Л. Велика Британія та німецький флот (1935) онлайн
- Райт, Джонатан. Німеччина та походження Другої світової війни (Palgrave Macmillan, 2007) 223 стор. онлайн огляд
- Янг, Вільям. Німецькі дипломатичні відносини 1871—1945: Вільгельмштрассе та формулювання зовнішньої політики (2006); як міністерство закордонних справ формувало політику.
- Китай був найбільшим партнером німецьких морських портів у контейнерних перевезеннях

## Першоджерела
- Dugdale, ETS ed. Німецькі дипломатичні документи 1871—1914 (4 томи 1928-31), в англійському перекладі. онлайн, першоджерела
- Фельдман, Джеральд Д. ред. Німецький імперіалізм, 1914-18: Розвиток історичної дискусії (1972) 230 сторінок першоджерела в англійському перекладі.
- Медлікотт, Вільям Нортон і Дороті Кетлін Ковені, ред. Бісмарк і Європа (Ходдер Арнольд, 1971), 110 коротких уривків із першоджерел, що висвітлюють його дипломатичну кар'єру. онлайн

## Світовий/європейський дипломатичний контекст
- Альбрехт-Каррі, Рене. Дипломатична історія Європи після Віденського конгресу (1958), 736 стор.; базовий вступ, який пояснює роль Німеччини. онлайн
- Андерсон, Френк Малой та Амос Шартл Херші, ред. Посібник з дипломатичної історії Європи, Азії та Африки, 1870—1914 (1918) онлайн

- Кларк, Крістофер. Лунатики: Як Європа пішла на війну в 1914 році (2012).
- Кайзер, Девід Е. Економічна дипломатія та походження Другої світової війни: Німеччина, Британія, Франція та Східна Європа, 1930—1939 (Princeton UP, 2015).
- Кеннеді, Пол. Розквіт і падіння великих держав: економічні зміни та військовий конфлікт з 1500 по 2000 рік (1989) уривок і текстовий пошук ; дуже широкий, з великою економічною потужністю
- Лангер, Вільям. Енциклопедія всесвітньої історії (5-е видання, 1973), дуже докладний нарис
- Лангер, Вільям. Європейські альянси та союзи 1870—1890 (2-е видання, 1950); розширене висвітлення системи Бісмарка онлайн
- Langer, William L. The Diplomacy of Imperialism 1890—1902 (2 томи, 1935) онлайн
- Лоу, Джон. Великі держави, імперіалізм і німецька проблема 1865—1925 (Routledge, 2013).
- Макміллан, Маргарет. Війна, яка поклала кінець миру: Дорога до 1914 року (2013) охоплює період з 1890-х до 1914 року; особливо розділи 3–5, 8
- Мессі, Роберт К. Дредноут: Британія, Німеччина та прихід Великої війни (Random House, 1991) уривок див. Дредноут (книга), популярна історія
- Моват, Р. Б. Історія європейської дипломатії 1815—1914 (1922), базовий вступ
- Овері, Р. Дж. Витоки Другої світової війни (2014).
- Рамм, Агата. Європа в дев'ятнадцятому столітті 1789—1905 (1984)
- Річ, Норман. Дипломатія великих держав 1814—1914 (1992)

- Річ, Норман. Дипломатія великих держав з 1914 року (2003)

- Шредер, Пол В. Трансформація європейської політики 1763—1848 (1996).
- Зонтаг, Реймонд Джеймс. Європейська дипломатична історія 1871—1932 (1933) онлайн безкоштовно
- Штайнер, Зара. The Lights that Failed: European International History 1919—1933 (2007) уривок і текстовий пошук
- Штайнер, Зара. Тріумф Темряви: Міжнародна історія Європи 1933—1939 (2011) уривок і текстовий пошук
- Страчан, Хью. Перша світова війна: Том І: До зброї (2003).
- Тейлор, AJP The Struggle for Mastery in Europe, 1848—1918 (1954) онлайн безкоштовно ; розширене охоплення всіх основних держав